# Монсо ле Мен
Монсо ле Мен (фр. Montceau-les-Mines) град је у Француској, у департману Саона и Лоара.
По подацима из 1999. године број становника у месту је био 20.634.

## Демографија
| 1962.  | 1968.  | 1975.  | 1982.  | 1990.  | 1999.  | 2011.  |
| ------ | ------ | ------ | ------ | ------ | ------ | ------ |
| 29.364 | 27.421 | 28.177 | 26.925 | 22.999 | 20.634 | 19.124 |

## Градови побратими
- Жори